# إدي توماس (لاعب كرة قدم بريطاني)
إدي توماس (بالإنجليزية: Eddie Thomas)‏ (23 أكتوبر 1933 في المملكة المتحدة - 12 نوفمبر 2003 في المملكة المتحدة) هو لاعب كرة قدم بريطاني في مركز الهجوم. لعب مع بلاكبيرن روفرز وديربي كاونتي وسوانزي سيتي ونادي إيفرتون ونادي ليتون أورينت.

## وصلات خارجية
- إدي توماس على موقع قاعدة بيانات كرة القدم.إي يو (الإنجليزية)